# ظاهر (خلیفه)
ابونصر محمد ظاهر از خلفای عباسی در بغداد بود که از سال ۱۲۲۵ تا ۱۲۲۶ فرمان راند. او پسر ابوالعباس احمد ناصر بود. او مالیاتها را کاهش داد و ارتش بزرگی ترتیب داد. در عهد او، جنگ‌های صلیبی همچنان ادامه داشت. او در ۱۰ ژوئیه ۱۲۲۶ میلادی/ ۱۳ رجب ۶۲۳ هجری درگذشت.